# Volo Alitalia 1553
Il volo Alitalia 1553 (numero del volo AZ1553), operato dalla Minerva Airlines, era un volo passeggeri di linea regionale proveniente da Cagliari che perse il controllo e uscì di pista durante l'atterraggio all'aeroporto Cristoforo Colombo di Genova il 25 febbraio 1999. Dei 31 occupanti a bordo morirono in 3, compresa una hostess, mentre un altro passeggero cedette alle ferite riportate una volta portato in ospedale. Il Dornier 328 che operava il volo rimase danneggiato in modo irreparabile.

## Il volo
Il 25 febbraio 1999 il volo 1553 partì da Cagliari lungo una rotta in direzione di Genova della durata stimata di 1 ora e 25 minuti. Il volo era operato dalla Minerva Airlines per conto di Alitalia, con a bordo un equipaggio di quattro persone. L'aereo era sotto il comando del comandante Alessandro Del Bono, 35 anni, un pilota esperto con 6.000 ore di volo all'attivo, di cui 2.000 sul Dornier 328. In cabina c'erano anche il primo ufficiale Walter Beneduce e un pilota collaudatore. In cabina passeggeri era presente un'assistente di volo.

## L'incidente

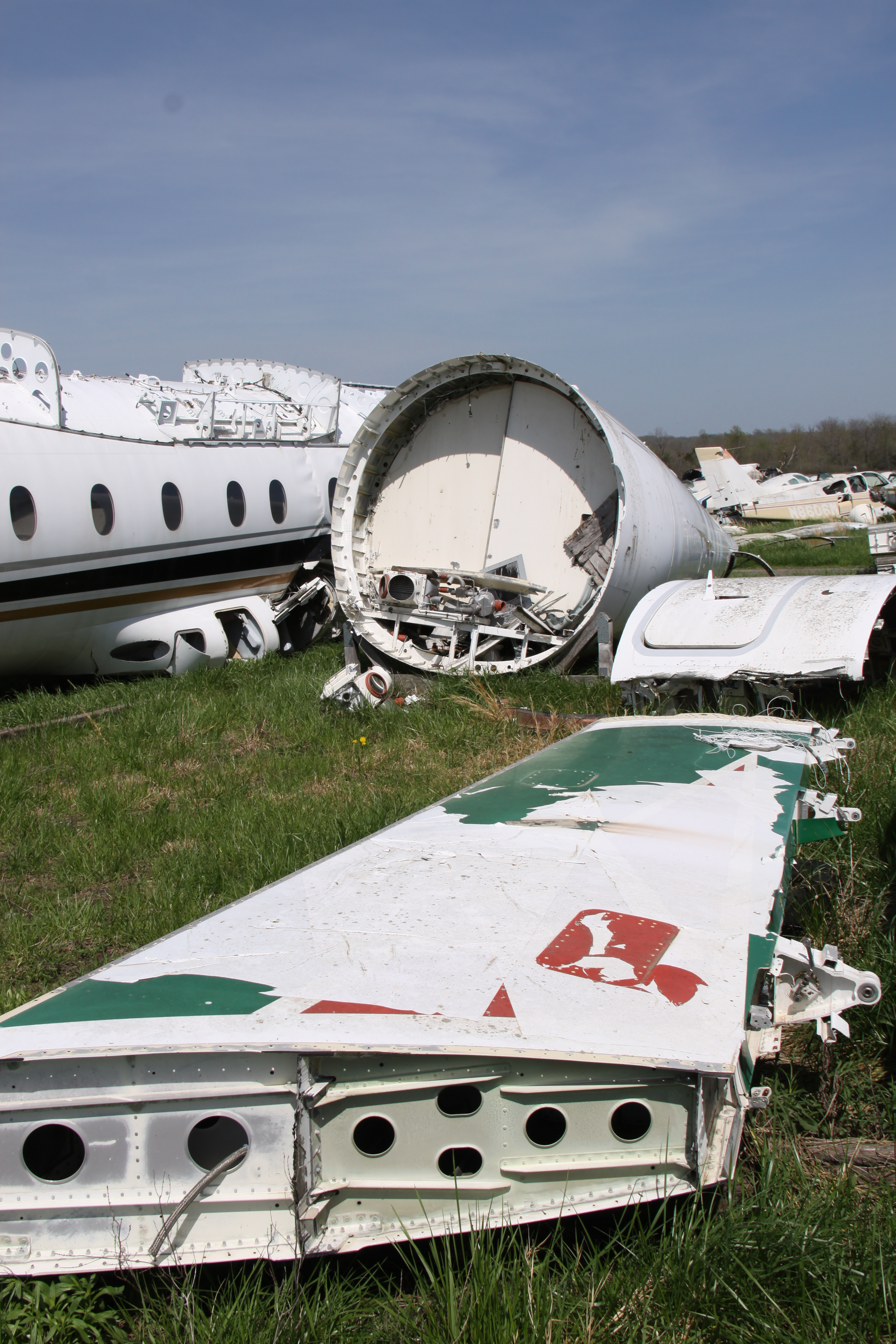
I detriti dell'aereo in un cimitero di aeroplani a Rantoul, Kansas.

L'aereo si avvicinò ed atterrò sulla pista 29 (l'attuale 28) dell'aeroporto di Genova con un vento in coda di 15-18 nodi alle 11:30 UTC (12:35 ora locale). Dei testimoni oculari dissero di aver visto l'aereo atterrare molto in fondo alla pista, rimbalzando più volte, quindi virare a destra, schiantarsi contro il muro di contenimento e facendo crollare il carrello d'atterraggio anteriore prima di precipitare in mare. Le squadre di intervento in aeroporto vennero rapidamente contattate e arrivando sul posto dopo soli 70 secondi.

### Subito dopo
L'aereo finendo in mare fu trascinato dalla corrente a 300 metri dalla riva spezzandosi e imbarcando acqua. Due passeggeri morirono sul colpo, mentre l'assistente di volo Alessandra Brugnolo aiutò  i passeggeri a mettersi in salvo, ma finì anche lei annegata. 
In totale si contarono undici feriti. La maggior parte dei passeggeri fu portata in ospedale per essere curata dall'ipotermia. Un passeggero morì in ospedale, portando il numero delle vittime a quattro. Si ritiene che il numero di morti sarebbe stato di gran lunga maggiore se un passeggero, Marco Sulis, membro di una squadra di nuoto di 15 anni, non si fosse affrettato ad aprire l'uscita d'emergenza. 

## L'indagine
Nonostante l'incidente sia avvenuto lo stesso giorno in cui il Parlamento italiano votò per la creazione dell'Agenzia Nazionale per la Sicurezza del Volo (ANSV), equivalente italiano dell'NTSB, l'ANSV non indagò su questo incidente poiché non avevano ancora iniziato le operazioni, così se ne occupò l'Ente nazionale per l'aviazione civile. L'indagine rilevò che:
Il capitano Del Bono fu così privato della licenza da pilota e condannato a 2 anni e 8 mesi di reclusione per omicidio colposo. Nel 2002 è stato fatto appello ai risultati, sostenendo che gli inversori di spinta dell'aereo si erano bloccati all'atterraggio e che l'aereo aveva virato a destra perché Del Bono aveva interrotto l'alimentazione al motore destro nel tentativo di rallentare l'aereo fuori uso. La precedente condanna è stata confermata in quanto a quel punto l'aereo era già stato smantellato e sarebbe stato praticamente impossibile trovare le prove di un guasto meccanico.

## Conseguenze
Il Dornier 328 rimase danneggiato in modo irreparabile, e Minerva Airlines cessò le operazioni nel 2003.
Alitalia continuò ad operare il numero AZ1553 come volo Cagliari - Milano Malpensa, operato con un Airbus A320, prima di ritirarlo nel 2019.